# 365: Repeat the Year
365: Repeat the Year (hangul: 365: 운명을 거스르는 1년) é uma série de televisão sul-coreana de 2020 estrelada por Lee Joon-hyuk, Nam Ji-hyun, Kim Ji-soo e Yang Dong-geun. Baseado no romance Repeat de 2004 da escritora japonesa Kurumi Inui, foi ao ar na MBC TV de 23 de março a 28 de abril de 2020, todas as segundas e terças-feiras às 20h55 (KST).

## Sinopse
Dez pessoas aleatórias possuem a habilidade de voltar no tempo, mas eventos misteriosos começam a acontecer.

## Elenco

### Principal
- Lee Joon-hyuk como Ji Hyung-joo[8]

Detetive veterano da Agência Nacional de Polícia há 7 anos e parceiro de Park Sun-ho. Ele “reinicia” sua vida um ano depois que seu parceiro foi morto por um criminoso.
- Nam Ji-hyun como Shin Ga-hyun[1]

Uma criadora de webtoon e autora da série de webcomic "Hidden Killer" nos últimos 3 anos. Ela “reinicia” sua vida um ano depois de sofrer um acidente que a deixou em uma cadeira de rodas.
- Kim Ji-soo como Lee Shin[2][6]

Uma psiquiatra que passou pela “reinicialização” pelo menos seis vezes para salvar a filha.

### De apoio

#### Pessoas que “reiniciaram” suas vidas
- Yang Dong-geun como Bae Jung-tae[9]

Um ex-presidiário que “reinicia” sua vida para ganhar dinheiro para sua irmã.
- Lee Si-a como Seo Yeon-soo[10]

Uma das dez pessoas que “reiniciaram” sua vida. Ela “reinicia” sua vida depois de se sentir culpada por causar o acidente de Shin Ga-hyun que a deixou em uma cadeira de rodas. Mais tarde, ela é morta por Park Sun-ho, que foi disfarçado como uma morte acidental nas escadas.
- Yoon Joo-sang como Hwang No-seop[10]

Proprietário de um café que mais tarde é revelado como professor em um hospital e o mentor do projeto de "reinicialização". Ele "reinicia" sua vida para fazer experiências com os outros nove candidatos para ver quem sobrevive. Mais tarde, ele é preso por Ji Hyung-joo na próxima "reinicialização".
- Im Ha-ryong como Choi Kyung-man[10]

Um segurança. Ele "reinicia" sua vida para ganhar dinheiro com os ganhos na loteria para sua esposa. Mais tarde, ele é morto por Park Sun-ho, que foi disfarçado de ataque cardíaco.
- Jung Min-sung como Cha Jeung-seok[10]

Um corretor da bolsa. Ele “reinicia” sua vida para consertar seus erros nas bolsas de valores. Mais tarde, ele é morto por Park Sun-ho, que foi disfarçado de suicídio.
- Ahn Seung-gyun como Go Jae-young[10]

Jogador profissional e filho do indicado ao Ministro da Educação. Ele “reinicia” sua vida para evitar que seu passado arruíne a carreira de seu pai. Mais tarde, ele é morto por Park Sun-ho para incriminar seu parceiro Ji Hyung-joo por assassinato.
- Lee Yoo-mi como Kim Se-rin[10]

Uma estudante universitária que sofre da síndrome de Münchhausen. Ela "reinica" sua vida para fazer as pazes com o namorado. Mais tarde, ela é morta por Park Sun-ho e seu corpo foi abandonado em um bueiro.

#### Agência Nacional de Polícia
- Ryu Tae-ho como Heo Jang-il[10]

O capitão de polícia da Agência Nacional de Polícia e superior de Ji Hyung-joo.
- Lee Sung-wook como Park Sun Ho

Um tenente da polícia da Agência Nacional de Polícia e parceiro de Ji Hyung-joo. Ele é revelado como um detetive assassino em série e começou a matar depois de ser promovido a tenente durante seus 12 anos de serviço. Mais tarde, ele é preso por Ji Hyung-joo na próxima "reinicialização".
- Yoon Hye-ri como Jin Sa-kyung[10]

Tenente de Polícia da Agência Nacional de Polícia e parceira de Nam Soon-woo.
- Ryeoun como Nam Soon-woo[10]

Um policial novato da Agência Nacional de Polícia e parceiro de Jin Sa-kyung.

#### Pessoas próximas a Shin Ga-hyun
- Min Do-hee como Min Joo-young[11]

A melhor amiga de Shin Ga-hyun que traiu o namorado de Ga-hyun. Mais tarde, ela é morta em um atropelamento causado pelo marido de Seo Yeon-soo.
- Im Hyun-soo como Han Woo-jin[10]

O namorado de Shin Ga-hyun que a traiu com Min Joo-young.

#### Outros
- Kim Ha-kyung como So Hye-in[10]

Florista e dona de uma floricultura. Ela era candidata a “reinicialização”, mas se recusou a participar ao descobrir que não estaria grávida na época. Mais tarde, ela é morta por Park Sun-Ho, que foi disfarçado como um caso de incêndio criminoso.
- Sung Hyuk como Kim Dae-sung[10]

Marido de Seo Yoon-soo e suspeito do caso de atropelamento que deixou Min Joo-young, amigo de Shin Ga-hyun, morta.
- Baek Soo-jang como Oh Myung-chul[10]

Um criminoso que matou Park Sun-ho antes da “reinicialização”. Mais tarde, ele é preso por Ji Hyung-joo após o "reinicialização".
- Lee Chung-mi como irmã de Kim Se-rin

Irmã mais velha de Kim Se-rin.
- Oh Hee-joon como Goo Seung-min[10]
- Lee Tae-vin como Choi Young-woong[12]

### Participações especiais
- Yoo Gun como Ahn Gyeong-nam (Ep. 1–2)[13]

Um vigarista que passou por uma grande cirurgia para evitar a captura, mas foi preso por acaso por Ji Hyung-joo antes da "reinicialização".
- Jeon Seok-ho como Park Young-gil (Ep. 1–3)[10]

Um motorista de caminhão. Ele foi morto durante a “reinicialização”, pois estava dirigindo no momento.

## Trilha sonora
Os singles da trilha sonora da série foram lançados de 24 de março a 21 de abril de 2020, pela gravadora Kakao M.
Parte 1
| Lançado em 24 de março de 2020 |                 |                |                |                |         |  |
| N.º                            | Título          | Letras         | Música         | Artista        | Duração |  |
| 1.                             | "Paris"         | Murmur         | Murmur         | Murmur         | 3:44    |  |
| 2.                             | "Paris" (Inst.) |                | Murmur         |                | 3:44    |  |
| Duração total:                 | Duração total:  | Duração total: | Duração total: | Duração total: | 7:28    |  |

Parte 2
| Lançado em 31 de março de 2020 |                        |                |                |                |         |  |
| N.º                            | Título                 | Letras         | Música         | Artista        | Duração |  |
| 1.                             | "Into My Life"         | Major League   | Major League   | Say'Z          | 4:01    |  |
| 2.                             | "Into My Life" (Inst.) |                | Major League   |                | 4:01    |  |
| Duração total:                 | Duração total:         | Duração total: | Duração total: | Duração total: | 8:02    |  |

Parte 3
| Lançado em 14 de abril de 2020 |                                           |                       |                                       |                |         |  |
| N.º                            | Título                                    | Letras                | Música                                | Artista        | Duração |  |
| 1.                             | "Looking For My Life" (또 다른 나를 찾아) | Park Se-joon Han Joon | Jang Young-soo 4Batter Glody) Vulcan4 | Noel           | 3:39    |  |
| 2.                             | "Looking For My Life" (Inst.)             |                       | Jang Young-soo 4Batter Glody) Vulcan4 |                | 3:39    |  |
| Duração total:                 | Duração total:                            | Duração total:        | Duração total:                        | Duração total: | 7:18    |  |

Parte 4
| Lançado em 21 de abril de 2020 |                       |                             |                             |                |         |  |
| N.º                            | Título                | Letras                      | Música                      | Artista        | Duração |  |
| 1.                             | "Come Inside"         | Major League Yang Dong-Geun | Major League Yang Dong-Geun | Yang Dong-Geun | 3:38    |  |
| 2.                             | "Come Inside" (Inst.) |                             | Major League Yang Dong-Geun |                | 3:38    |  |
| Duração total:                 | Duração total:        | Duração total:              | Duração total:              | Duração total: | 7:16    |  |

## Audiência
- Nesta tabela abaixo, os números em azul representam a audiênica mais baixa e os números em vermelho representam a audiência mais alta.
- NR indica que a série não foi listada entre os 20 programas mais assistidos no dia.
- N/A indica que a classificação é desconhecida.

| Ep.   | Data de transmissão original | Parcela média de audiência (Nielsen Korea) | Parcela média de audiência (Nielsen Korea) |
| Ep.   | Data de transmissão original | Nacional                                   | Seul                                       |
| ----- | ---------------------------- | ------------------------------------------ | ------------------------------------------ |
| 1     | 23 de março de 2020          | 4.0% (NR)                                  | 4.2% (NR)                                  |
| 2     | 23 de março de 2020          | 4.9% (NR)                                  | 5.3% (NR)                                  |
| 3     | 24 de março de 2020          | 4.4% (NR)                                  | —                                          |
| 4     | 24 de março de 2020          | 5.0% (NR)                                  | 5.2% (20º)                                 |
| 5     | 30 de março de 2020          | 4.1% (NR)                                  | —                                          |
| 6     | 30 de março de 2020          | 4.5% (NR)                                  | —                                          |
| 7     | 31 de março de 2020          | 4.2% (NR)                                  | —                                          |
| 8     | 31 de março de 2020          | 5.1% (20º)                                 | 5.7% (17º)                                 |
| 9     | 6 de abril de 2020           | 4.0% (NR)                                  | —                                          |
| 10    | 6 de abril de 2020           | 4.5% (NR)                                  | —                                          |
| 11    | 7 de abril de 2020           | 4.2% (NR)                                  | —                                          |
| 12    | 7 de abril de 2020           | 4.7% (NR)                                  | —                                          |
| 13    | 13 de abril de 2020          | 3.7% (NR)                                  | —                                          |
| 14    | 13 de abril de 2020          | 4.1% (NR)                                  | —                                          |
| 15    | 14 de abril de 2020          | 3.6% (NR)                                  | —                                          |
| 16    | 14 de abril de 2020          | 4.2% (NR)                                  | —                                          |
| 17    | 20 de abril de 2020          | 3.5% (NR)                                  | —                                          |
| 18    | 20 de abril de 2020          | 4.5% (NR)                                  | —                                          |
| 19    | 21 de abril de 2020          | 3.9% (NR)                                  | —                                          |
| 20    | 21 de abril de 2020          | 4.7% (NR)                                  | —                                          |
| 21    | 27 de abril de 2020          | 4.4% (NR)                                  | —                                          |
| 22    | 27 de abril de 2020          | 4.9% (NR)                                  | —                                          |
| 23    | 28 de abril de 2020          | 4.3% (NR)                                  | —                                          |
| 24    | 28 de abril de 2020          | 4.5% (NR)                                  | —                                          |
| Média | Média                        | 4.3%                                       | —                                          |